# Conciliazione (métro de Milan)
Conciliazione est une station de la ligne 1 du métro de Milan, située piazza della Conciliazione.